# Tổng tuyển cử Myanmar 2015
Tổng tuyển cử đã được tổ chức tại Myanmar vào ngày 8 tháng 11 năm 2015.. Bầu cử diễn ra ở tất cả các khu vực bầu cử, trừ các ghế do quân đội bổ nhiệm, để lựa chọn các nghị sĩ trong Thượng viện và Hạ viện Myanmar, và bang và khu vực Hluttaws. Đây là cuộc tổng tuyển cử đầu tiên ở Myanmar kể từ khi một chính phủ dân sự được thành lập trên danh nghĩa vào năm 2011, chấm dứt sự cai trị của quân đội kéo dài gần 50 năm.
Khoảng 30 triệu người được quyền đi bầu trong cuộc bầu cử này. Tuy nhiên hàng trăm ngàn người, bao gồm dân tộc thiểu số hồi giáo Rohingya, không được công nhận là công dân, không được quyền đi bầu.
Theo kết quả ban đầu của một số hãng thông tấn, Đảng Liên minh Quốc gia vì Dân chủ sẽ thành lập một chính phủ với đa số ghế, và mặc dù kết quả chính thức vẫn chưa được công bố và lá phiếu vẫn đang được đếm, Đảng Liên minh Đoàn kết và Phát triển đã thừa nhận thất bại.

## Chính quyền mới
Theo dự định, quốc hội mới sẽ nhóm họp vào tháng 1-2016. Thượng viện, Hạ viện và quân đội sẽ đề cử ba ứng viên cho chức tổng thống. Họ không cần phải là nghị sĩ quốc hội. Sau đó quốc hội sẽ bỏ phiếu bầu chọn tổng thống từ ba nhân vật này. Người chiến thắng sẽ trở thành tổng thống và lập chính phủ mới, còn hai người thất bại sẽ giữ chức phó tổng thống không có thực quyền. Tân tổng thống nắm quyền lực hành pháp, nhưng bên quân đội vẫn sẽ kiểm soát các bộ trọng yếu là nội vụ, quốc phòng và an ninh biên giới. Quân đội cũng sẽ có ngân sách riêng.
Việc bầu chọn tổng thống sẽ diễn ra trong tháng 2-2016 và tổng thống mới sẽ lên nắm quyền vào tháng 3.

## Chuẩn bị
Khi cuộc bầu cử đến gần, đảng cầm quyền Đảng Liên minh Đoàn kết và Phát triển khẳng định sẽ tranh cử các khu vực bầu cử chiến thắng của mình từ năm 2010. Phe đối lập Đảng Liên minh Quốc gia vì Dân chủ xác nhận họ sẽ tranh cử ngay cả khi một biện pháp hiến pháp ngăn chặn Aung San Suu Kyi tranh cử chức tổng thống không được sửa đổi.
Đảng Thống nhất Quốc gia khẳng định đảng này sẽ xem xét lại ghế trong Quốc hội đảng này đã giành được từ năm 2010 và sẽ cân nhắc ra tranh cử tại các khu vực bầu cử khác. Lực lượng Dân chủ Quốc gia cho biết họ đã chuẩn bị sẵn sàng để tranh cử tới 200 khu vực bầu cử nhưng vẫn cần phải xác định các ứng cử viên. Các nhóm chính trị dân tộc sẽ tranh cử trong mỗi bang dựa trên các thành trì của mỗi đảng dân tộc, mặc dù một số đảng cho biết họ sẽ xem xét việc thành lập một liên minh như Đảng Liên minh Liên bang.
Trước bầu cử, 91 đảng phái chính trị đã đăng ký tham gia cuộc tổng tuyển cử trong năm 2015.
Vào tháng 7 năm 2015, Ủy ban Bầu cử Liên bang Myanmar (UEC) đã chỉ định số lượng địa điểm bầu cử cho cuộc tổng tuyển cử năm 2015 cuộc tổng tuyển cử trong bốn cấp độ của các đại biểu quốc hội: 330 khu vực bầu cử được thiết lập cho các cuộc bầu cử vào Hạ viện (Hạ viện Pyidaungsu Hluttaw), 168 bầu cử vào Viện Dân tộc (Amyotha Hluttaw hoặc thượng viện Pyidaungsu Hluttaw), 644 khu vực bầu cử nghị viện khu vực hoặc tiểu bang và 29 khu vực bầu cử nghị viện khu vực hoặc bang cho các cuộc tranh cử quốc gia. UEC cũng đã ban hành các thủ tục cho các quan sát viên quốc tế đến giám sát cuộc tổng tuyển cử năm 2015 sơ bộ dự kiến vào cuối tháng 10 hoặc đầu tháng 11.

## Hủy bỏ cuộc bầu cử bổ sung
Các cuộc bầu cử bổ sung đã được dự kiến sẽ được tổ chức vào tháng hoặc tháng 12 năm 2014 để bầu ra các nghị viên trong sáu ghế trong Hạ viện Myanmar, 13 ghế trong Hạ viện, và 11 ghế trong cơ quan lập pháp bang và khu vực. Các ghế trốngchủ yếu là do kết quả của việc các nghị viên đã chuyển sang nắm giữ các chức vụ các bộ trong chính phủ Myanmar, nhưng cũng bao gồm một số đại diện các điểm bầu cử đã qua đời. Các cuộc bầu cử bổ sung đã được dự kiến sẽ chỉ ra những thế mạnh tương đối của các đảng tranh cử, bao gồm Đảng Liên minh Đoàn kết và Phát triển của Tổng thống Thein Sein và phe đối lập Đảng Liên minh Quốc gia vì Dân chủ đảng do bà Aung San Suu Kyi làm chủ tịch.
Ngày 7 tháng 9 năm 2014, Ủy ban Bầu cử Liên minh hủy bỏ các cuộc bầu cử vì thời gian cho chiến dịch tranh cử sẽ diễn ra quá gần với cuộc tổng tuyển cử vào năm 2015 và do các kết quả sẽ do đó không có bất kỳ ý nghĩa chính trị nào.

## Các ứng viên có khả năng thắng cử
Tổng thống Thein Sein là người có triển vọng tiếp tục làm Tổng thống sau cuộc bầu cử. Tổng tham mưu trưởng Quân đội Min Aung Hlaing sắp nghỉ hưu là một ứng cử viên được ưa thích cho chức vụ tổng thống, nhưng có thể đảm nhận vai trò này sau một giai đoạn chuyển tiếp được lãnh đạo bởi một nhân vật cựu quân. Aung San Suu Kyi đã tái khẳng định mong muốn trở thành tổng thống tiếp theo nhưng những thay đổi hiến pháp cần được thực hiện trước khi bà được phép chạy đua chức vụ này. Theo điều 59 của hiến pháp Myanmar thì bất cứ ai kết hôn với một công dân nước ngoài hoặc con em là người nước ngoài, đều không thể lên làm tổng thống hay phó tổng thống. Bà Aung San Suu Kyi đã kết hôn với nhà sử học người Anh Michael Aris, đã qua đời vào năm 1999. Hai người con trai của bà mang quốc tịch Anh. Mặc dù Quốc hội đã bỏ phiếu chống lại hầu hết các sửa đổi hiến pháp vào ngày 25 tháng 6 năm 2015 nghĩa là bà Aung San Suu Kyi không thể trở thành Tổng thống trong cuộc bầu cử. Ngày 5 tháng 11 năm 2015, bà Suu Kyi tuyên bố đã có phương án lãnh đạo chính phủ và "đứng trên cả tổng thống" nếu đảng của bà giành chiến thắng nhưng giữ bí mật đến phút cuối. Trong cuộc phỏng vấn với đài BBC, bà đã nói rõ ràng là sẽ điều khiển đất nước bất kể đảng NLD chọn ai làm tổng thống và mô tả là điều viết trong hiến pháp rất là "ngớ ngẩn". "Chúng tôi sẽ tìm ra được một người", ý nói người mà bà lựa làm tổng thống, " Nhưng mà điều đó sẽ không làm cho tôi ngưng đưa ra những quyết định như là chủ tịch của đảng chiến thắng." 
Shwe Mann, nhân vật số 3 trong chính quyền quân sự hiện là Chủ tịch của Hạ viện, được coi là có tư tưởng cải cách, là nhân vật có khả năng nhất đã được coi là có khả năng kế tục chức vụ tổng thống của Thein Sein cho đến khi ông đã bị khai trừ khỏi đảng này vào ngày 12 tháng 8 năm 2015.

## Kết quả
Kết quả chính thức do Uỷ ban Bầu cử công bố cho thấy Đảng Liên minh Quốc gia vì Dân chủ cho tới giờ (1078 ghế tuyên bố/1171 ghế tranh cử) đã chiếm được 247 ghế tại hạ viện và 131 ghế tại thượng viện, 482 ghế tại Nghị viện bang và cấp vùng, như vậy là đã giành được đa số toàn quốc hội. Trong khi đó, Đảng Liên minh Đoàn kết và Phát triển do quân đội hậu thuẫn chỉ giành được 28 ghế hạ viện và 12 ghế thượng viện, và 72 ghế tại Nghị viện bang và cấp vùng.
"Theo chúng tôi biết từ dấu hiệu ban đầu, đảng NLD đã chiếm được đa số trong quốc hội sắp tới," Phát ngôn viên tổng thống Ye Htut đã nói như vậy ngày 11.11, "Tôi, đại diện cho tổng thống U Thein Sein, chúc mừng Aung San Suu Kyi và đảng NLD cho thành công của họ trong cuộc bầu cử và mong họ sẽ thực hiện được ước muốn của dân tộc Myanmar cho sự thay đổi lớn trong tương lai.",,